# Xenia (nome)
Xenia  è un nome proprio di persona italiano femminile.

## Varianti
- Maschili: Xenio[1][2], Senio[2]

### Varianti in altre lingue
- Bielorusso: Аксана (Aksana)[3], Ксенія (Ksenija)[3]
- Bulgaro: Аксиния (Aksinija)
- Catalano: Xènia[4]
- Ceco: Xenie
- Croato: Ksenija[3]
- Finlandese: Senja[3]
- Greco antico: Ξενία (Xenia)[1][3][5]
  - Maschili: Ξενιος (Xenios)[1]
- Greco bizantino: Ξενη (Xene)[3]
- Greco moderno: Ξενία (Xenia)[3], Ξένη (Xenī)[3]
  - Maschili: Ξένιος (Xenios)
- Inglese: Zenia[3]
- Latino: Xenia[1]
  - Maschili: Xenius[1]
- Lettone: Ksenija[3]
- Macedone: Ксенија (Ksenija)[3]
- Polacco: Ksenia[3]
- Russo: Ксения (Ksenija)[3], Аксинья (Aksin'ja)[3], Оксана (Oksana)[3]
  - Ipocoristici: Ксюша (Ksjuša)[3]
- Serbi: Ксенија (Ksenija)[3]
- Slovacco: Xénia
- Sloveno: Ksenija[3]
- Spagnolo: Xenia[4]
- Ucraino: Оксана (Oksana)[3][5], Ксенія (Ksenija)[3]
- Ungherese: Xénia, Oxána, Szénia

## Origine e diffusione
Riprende il nome della xenia (in greco antico ξενία), che presso gli elleni era il concetto sacro dell'ospitalità (oltre ad essere un epiteto della dea Atena), e viene quindi interpretato come "ospitalità" o come "ospitale"; etimologicamente deriva da ξένος, xénos, "ospite", "straniero".
Il nome venne portato da una santa martire del V secolo molto venerata nelle Chiese orientali, ed ha quindi avuto notevole fortuna nell'Oriente cristiano, specie in Russia: venne adottato, tra l'altro, dai Romanov, al che si deve probabilmente l'uso del nome al di fuori di Russia e Ucraina. In Italia gode di scarso utilizzo, ed è attestato con maggiore frequenza al Nord e al Centro; tale diffusione, in parte attribuibile alla memoria classica o al debole culto di santa Xenia, è dovuta in realtà principalmente alla popolarità di attrici od opere teatrali o letterarie straniere. Questo nome venne anche attribuito alla città statunitense di Xenia, in Ohio, proprio per suggerire cordialità e ospitalità.

## Onomastico
L'onomastico si può festeggiare il 24 gennaio in onore di santa Xenia (o Eusebia), vergine di Milasa; la Chiesa ortodossa russa ricorda anche, in data 6 febbraio, santa Ksenija di Pietroburgo, "stolta in Cristo".

## Persone
- Xenia Assenza, attrice tedesca

Xenia Valderi

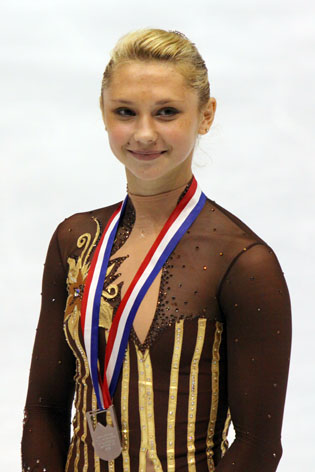
Ksenija Makarova

- Xenia Goodwin, attrice e ballerina australiana
- Xenia Knoll, tennista svizzera
- Xenia Pörtner, attrice tedesca
- Xenia Silberberg, antifascista e scrittrice italiana
- Xenia Stad-de Jong, velocista olandese
- Xenia Valderi, attrice italiana

### Variante Ksenia
- Ksenia Milicevic, pittrice, architetta e urbanista francese
- Ksenia Palkina, tennista kirghiza
- Ksenia Solo, attrice canadese

### Variante Ksenija
- Ksenija, principessa di Montenegro

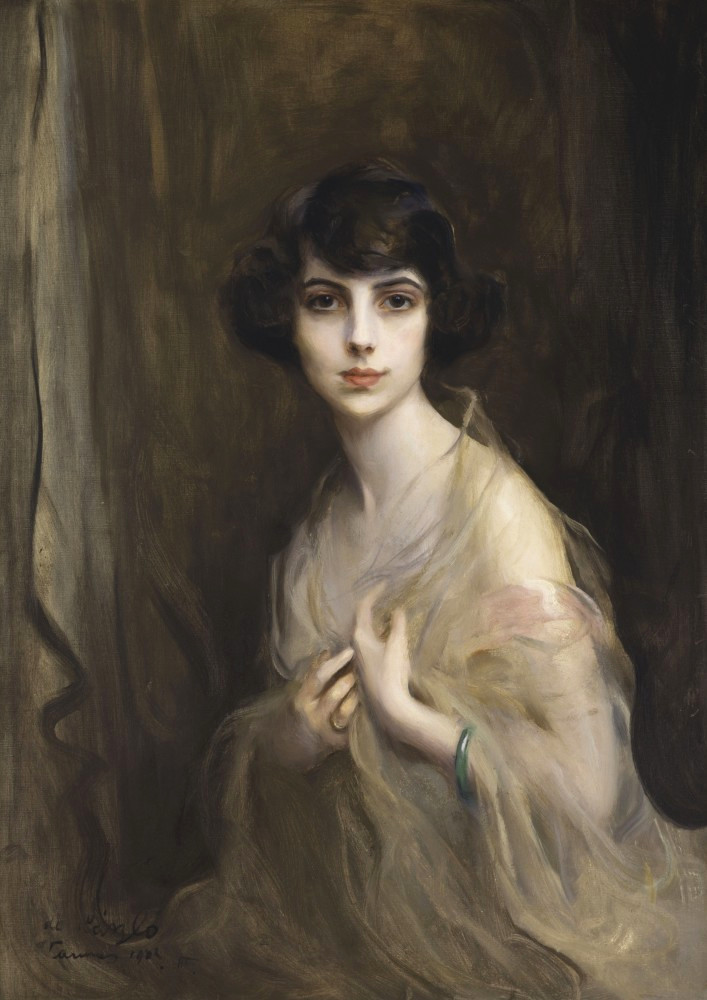
Ksenija Georgievna Romanova

- Ksenija di Pietroburgo, religiosa russa
- Ksenija Dudkina, ginnasta russa
- Ksenija Kovalenko, pallavolista azera
- Ksenija Lykina, tennista russa
- Ksenija Makarova, pattinatrice artistica su ghiaccio russa
- Ksenija Milevskaja, tennista bielorussa
- Ksenija Pervak, tennista russa
- Ksenija Prohaska, attrice e cantante croata
- Ksenija Aleksandrovna Rappoport, attrice russa
- Ksenija Aleksandrovna Romanova, figlia di Alessandro III di Russia
- Ksenija Georgievna Romanova, figlia di Georgij Michajlovič Romanov
- Ksenija Sankovič, ginnasta bielorussa
- Ksenija Semënova, ginnasta russa
- Ksenija Ivanovna Šestova, moglie di Fëdor Nikitič Romanov
- Ksenija Sobčak, politica, conduttrice televisiva, giornalista e attrice russa
- Ksenija Symonova, artista ucraina

### Variante Oksana
- Oksana Akin'šina, attrice russa

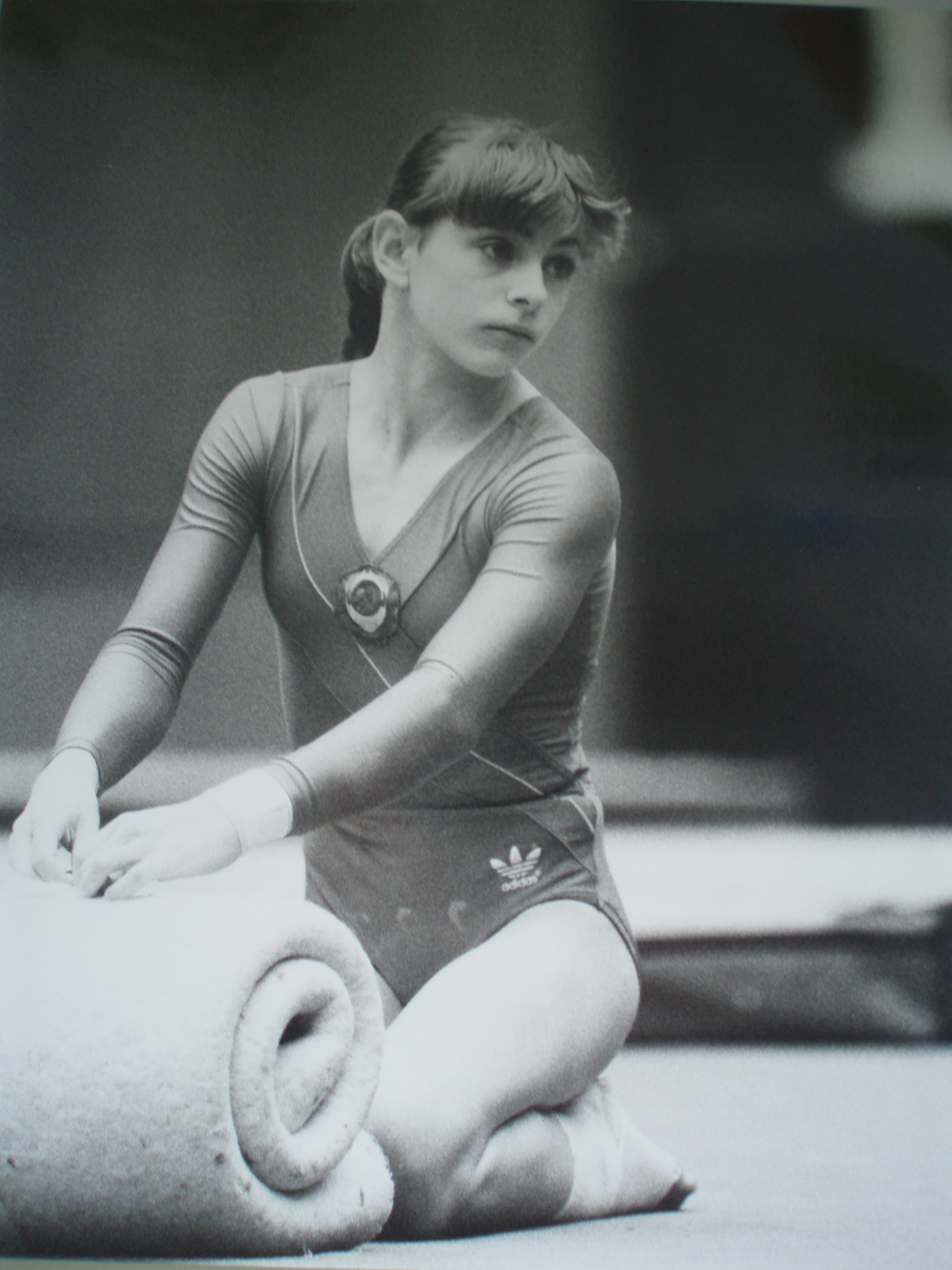
Oksana Omel'jančik

- Oksana Bajul, pattinatrice artistica su ghiaccio ucraina
- Oksana Čusovitina, ginnasta uzbeka naturalizzata tedesca
- Oksana Fëdorova, modella e cantante russa
- Oksana Kalašnikova, tennista georgiana
- Oksana Kostina, ginnasta russa
- Oksana Omel'jančik, ginnasta sovietica
- Oksana Parchomenko, pallavolista azera
- Oksana Šačko, attivista ucraina
- Oksana Zabužko, scrittrice e poetessa ucraina

### Altre varianti femminili
- Oxana Corso, atleta italiana
- Aksana Mjan'kova, martellista bielorussa
- Oxana Pavlyk, pallamanista italiana
- Senja Pusula, fondista finlandese

### Varianti maschili
- Xenios Aristotelous, calciatore cipriota

## Il nome nelle arti
- Xenia è un personaggio della serie manga e anime Sailor Moon.
- Xenia è un personaggio del romanzo di Alba de Céspedes Nessuno torna indietro, e dell'omonimo film del 1943 da esso tratto diretto da Alessandro Blasetti.
- Oksana è un personaggio del racconto La notte prima di Natale di Nikolaj Vasil'evič Gogol' e delle opere da esso tratte, come l'opera lirica di Pëtr Il'ič Čajkovskij Il fabbro Vakula e la sua revisione Gli stivaletti.
- Xenia Onatopp è un personaggio del film del 1995 Agente 007 - GoldenEye, diretto da Martin Campbell.